# Idioma buginés
El buginés (autoglotónimo Basa Ugi, indonesio Bahasa Bugis, Bugis, Bugi, De' ) es una lengua, del subgrupo sulawesi-polinesio de la familia lingüística austronesia, hablada por cuatro millones de personas de la etnia bugis principalmente en el sur de la isla de Célebes, Indonesia.
Usa un sistema de escritura nativo denominado lontara derivado del abúgida brahmi.
- Datos: Q33190
- Multimedia: Bugis language / Q33190